# Yumrutaş, Kızıltepe
Yumrutaş là một xã thuộc huyện Kızıltepe, tỉnh Mardin, Thổ Nhĩ Kỳ. Dân số thời điểm năm 2010 là 127 người.